# Vírio Nepociano
Vírio Nepociano (em latim: Virius Nepotianus) foi oficial romano do século III, ativo durante o reinado dos imperadores Diocleciano (r. 284–305), Maximiano, Galério (r. 293–311) e Constâncio Cloro (r. 293–305). 

## Vida
Vírio era descendente de Quinto Vírio Fonteio Nepociano e ancestral do cônsul de 336 Vírio Nepociano e o usurpador Nepociano (r. 350). Em cerca de 300, seu nome aparece em décimo segundo lugar numa lista de senadores segundo a qual cada um contribuiu com 400 000 sestércios, quiçá para custear algum edifício em Roma. Em 301, tornou-se cônsul posterior com Tito Flávio Postúmio Ticiano.